# Lamprocera selas
Lamprocera selas is een keversoort uit de familie glimwormen (Lampyridae).

## Kenmerken
Dit insect heeft een bruin lichaam met contrastrijke kleuren, die een afschrikkende functie moeten hebben. De kop is bedekt door een groot pronotum en geveerde antennen.

## Verspreiding en leefgebied
Deze soort komt voor in tropisch Zuid-Amerika in graslanden en lichte bossen.